# HMAS AE1
HMAS AE1 — дизель-электрическая подводная лодка (ДЭПЛ) типа E. 
Первая подводная лодка в составе ВМС Австралии. Пропала без вести со всем экипажем 14 сентября 1914 года в районе Восточной Новой Британии (Новая Гвинея), успев прослужить около семи месяцев.

## История строительства
Заложена 14 ноября 1911 года на английской верфи Vickers Armstrong в Барроу-ин-Фёрнессе. Спущена на воду 22 мая 1913 года, включена в состав Королевского австралийского флота 28 февраля 1914 года. Вскоре вместе с однотипной HMAS AE2 вышла из Англии в Сидней. Обеими лодками командовали офицеры Королевского флота Великобритании, а экипажи были набраны как из британских, так и австралийских моряков. Лодки прибыли в Сидней 24 мая 1914 года.

## История службы
После начала Первой мировой войны AE1, которой командовал британский лейтенант-коммандер Томас Бизант (англ. Thomas Besant), вошла в состав Австралийских военно-морских экспедиционных сил, направленных для захвата Германской Новой Гвинеи. Вместе с однотипной AE2 лодка приняла участие в оккупации германских территорий, в том числе в сдаче Рабаула 13 сентября 1914 года.
В 07:00 14 сентября 1914 года лодка вышла из Бланш-бэй (Рабаул) для совместного с HMAS Parramatta патрулирования района вблизи мыса Газель (англ. Cape Gazelle). После 20:00 AE1 не вернулась из патруля и на её поиски вышли несколько кораблей, однако на море не осталось ни следа от пропавшей ДЭПЛ. Вместе с командиром корабля пропали без вести ещё два офицера и 32 матроса. Исчезновение AE1 стало первой крупной потерей Австралии в Первой мировой войне.

## Поиски субмарины
В ноябре 2003 года «Морской музей Западной Австралии» совместно с Australian Broadcasting Corporation предпринял безуспешную попытку найти пропавшую субмарину. Поиски велись в районе островов Дьюк-оф-Йорк.
В феврале 2007 года ВМС Австралии предприняли новую попытку найти субмарину. На поиски пропавшего корабля отправили гидрографические суда Benalla и Shepparton. Район поисков был выбран с учётом сведений, накопленных за последние 30 лет. 1 марта Benalla с помощью сонара обнаружило на дне объект, размерами и формой напоминавший подводную лодку. Прибывший позднее для идентификации находки тральщик Yarra установил, что данный объект является лишь обломком скалы.
В декабре 2017 года, во время тринадцатой по счету экспедиции, обломки субмарины были обнаружены у побережья островов Дьюк-оф-Йорк, входящих в состав Папуа — Новой Гвинеи. Поиски вело нидерландское исследовательское судно Fugro Equator на деньги австралийского правительства, фонда Silentworld, Австралийского национального морского музея и сообщества Find AE1 Ltd.